# John Connor (pirat)
John Connor je izmišljeni lik iz stripa Zagor. Velšanin pustolovna duha, Connor je velik dio života bio pirat i krijumčar u posadi Jeana Lafittea.

## Biografija

### Piratski dani
Nepoznato je kada je točno John rođen, osim da je porijeklom iz grada Cardiffa. Kada je odrastao, preplovio je ocean, te se pridružio posadi Jeana Lafittea, koji se početkom 19. stoljeća bavio krijumčarenjem u zaljevu Barataria nedaleko New Orleansa te piratstvom u Meksičkom zaljevu. Connor je bio dovoljno sposoban da postane kormilar na Lafitteovom brodu Pride (Ponos). Osim toga, bio je kormilar na nekoliko brodova koji su krijumčarili robu iz Afrike, te dobro upoznao sve otoke i otočiće uz Afričku obalu, pa i one koji nisu bili ucrtani na kartama.
Kada su američke vlasti uspjele otjerati Lafittea iz New Orleansa, Connor nije pošao s njim; odlučio je ostati i postao desna ruka Erica Lassallea, bivšeg kapetana iz Lafitteove flote. Sve je to bio dio urote kojom su neki Lafitteovi ljudi odlučili ubiti svog vođu te dokopati se njegova blaga. Plan urotnika je gotovo u potpunosti uspio, Pride je uništen u eksploziji, rijetki preživjeli su pobijeni, a urotnici su se dokopali blaga s potonulog broda. No urotnici nisu znali da je Connor malo prije eksplozije obavijestio Lafittea o uroti, te se on u zadnji tren spasio skočivši u more.
Svojim dijelom plijena, Lassale je kupio plantažu, oženio jednu bogatašicu, i postao uspješan poslovni čovjek. Connor je postao njegov zamjenik i glavni domar na plantaži.